# Talent Chawapiwa
Talent Chawapiwa (ur. 3 czerwca 1992 w Harare) – zimbabwejski piłkarz grający na pozycji lewoskrzydłowego. Od 2023 jest zawodnikiem klubu Simba Bhora.

## Kariera klubowa
Swoją karierę piłkarską Chawapiwa rozpoczął w klubie Harare City FC. W sezonie 2013 zadebiutował w jego barwach w pierwszej lidze zimbabwejskiej. W 2015 roku zdobył z nim Puchar Zimbabwe. W latach 2016–2017 występował w ZPC Kariba FC. Od 2017 do 2022 grał w Południowej Afryce w takich klubach jak: Baroka FC (2017-2018), AmaZulu FC (2019-2021), z którym został wicemistrzem kraju w sezonie 2020/2021 i Sekhukhune United FC (2021-2022). W 2023 przeszedł do Simba Bhora.

## Kariera reprezentacyjna
W reprezentacji Zimbabwe Chawapiwa zadebiutował 17 maja 2015 w wygranym 2:0 meczu COSAFA Cup 2015 z Mauritiusem, rozegranym w Moruleng. Od 2015 do 2019 wystąpił w kadrze narodowej 28 razy i strzelił 4 gole.